# Biserica Buna Vestire - Schitul Maicilor din București
Biserica Buna Vestire - Schitul Maicilor din București este un monument istoric aflat pe teritoriul municipiului București.
Biserica Schitul Maicilor este un lăcaș de cult care a făcut parte dintr-un ansamblu mănăstiresc construit în secolul al XVIII-lea, la poalele Dealului Spirii. Data exactă a construcției nu este cunoscută, dar se poate afirma că este înainte de 1 octombrie 1726 (data pisaniei). Schitul este ctitoria doamnei Tatiana Hagi Dina, care fusese în robie la otomani și eliberându-se, a vrut să-i mulțumească lui Dumnezeu. Ca arhitectură aparține stilului brâncovenesc, iar ca hram a fost ales Buna  Vestire.
În urma proiectului ceaușist Casa Poporului, schitul a fost înghesuit în spatele blocurilor de pe  Bulevardul Unirii (fost Victoria Socialismului), pentru a fi scăpat de la demolare. A fost însă mutată doar biserica, fără chilii, care au fost distruse. Se poate găsi și astăzi în spatele sediului SRI, în apropierea Mănăstirii Antim. 
Pridvorul bisericii a fost sluțit cu geamuri termopan, de către fostul paroh Adrian Isac.